# ریک اوتما
ریک اوتما (هلندی: Rick Ottema؛ زادهٔ ۲۵ ژوئن ۱۹۹۲ ‏(۳۲ سال)) دوچرخه‌سوار اهل هلند است.
از باشگاه‌هایی که در آن رکاب زده‌است می‌توان به دلتا سایکلینگ روتردام اشاره کرد.